# 山莓草
山莓草（学名：Sibbaldia procumbens），又名五蕊莓，为蔷薇科山莓草属下的一个变种。隐瓣山莓草為變種。
种名procumbens意为平卧的。